# 橋本市消防本部
橋本市消防本部（はしもとししょうぼうほんぶ）は、和歌山県橋本市の消防部局（消防本部）。管轄区域は旧高野口町の区域を除く橋本市全域。

## 概要
- 消防本部：和歌山県橋本市東家六丁目2番1号
- 管内面積：130.31km2
- 職員定数：75人
- 消防署：2カ所
- 主力機械（2017年4月1日現在）
  - 普通消防ポンプ自動車：1
  - 水槽付消防ポンプ自動車：3
  - はしご付消防自動車：1
  - 高規格救急自動車：3
  - 軽四救急自動車：1
  - 救助工作車：1
  - 指揮車：1
  - 指令車：1
  - 査察広報車：2
  - 資器材搬送車：1
  - 人員搬送車：1
  - 軽四積載車：1
  - その他車両：1

## 沿革
- 1967年4月 – 橋本市消防本部、消防署が発足。
- 1970年4月 – 救急業務を開始。
- 1995年1月 – 阪神・淡路大震災発生により、兵庫県神戸市長田区に応援出動。
- 1996年3月 – 新消防庁舎に移転。
- 2011年3月 – 東日本大震災発生により、岩手県に緊急消防援助隊として出動。
- 2011年10月 – 橋本北消防署開設、１本部２署となる。

## 消防署
| 消防署       | 住所                  |
| ------------ | --------------------- |
| 橋本消防署   | 東家六丁目2番1号      |
| 橋本北消防署 | 小峰台一丁目32番地の7 |

## 不祥事
- 2014年7月 - 橋本市消防本部の男性消防士（21歳）が、県消防学校の学生寮で、初任科生の串本町消防本部の男性消防士（18歳）の右肩に熱くなって蒸気が噴き出ているアイロンを押し当て、全治約1週間のやけどを負わせたとして、和歌山東警察署が傷害容疑で逮捕。逮捕された男性消防士は5月ごろから7月にかけて、男性消防士の体を殴ったり、太ももを蹴ったりするいじめ行為を繰り返していた。男性消防士は懲戒免職処分となった。また男のいじめ行為を煽ったとして、県消防学校は入校中の橋本市消防本部の男性消防士（20歳）を謹慎3日の懲戒処分としたほか、18～22歳の男性消防士7人についても、いじめ行為や暴力行為を止めず、教職員に報告しなかったとして厳重注意処分とした[1][2][3]。